# Alexandre-Étienne Choron
Pour les articles homonymes, voir Choron.
Pour l’article homonyme, voir Alexandre Étienne Choron.
Alexandre-Étienne Choron est un musicien et pédagogue français né à Caen le 21 octobre 1771 et mort à Paris le 29 juin 1834.
Il joua un rôle essentiel en France pour opérer une distinction claire entre musique sacrée et profane (l'esprit profane et la musique d'opéra se mêlaient alors au chant d'église). Choron fut aussi à l'origine de l'intérêt pour l'histoire de la musique, qui s'est perpétué jusqu'à nos jours : auparavant, on s'intéressait peu ou pas du tout aux œuvres des époques précédentes.

## Biographie

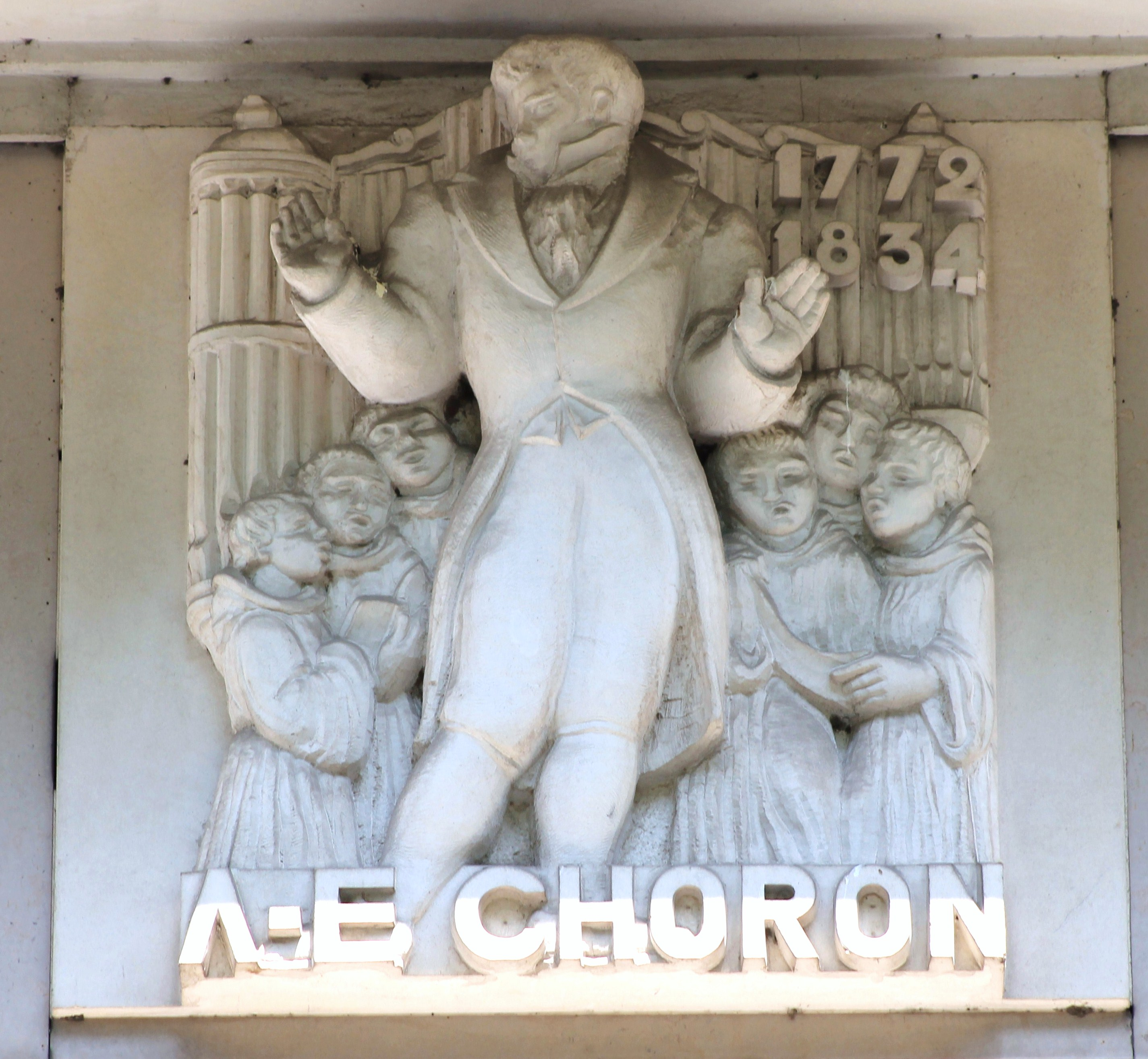
Bas-relief d'Alexandre-Étienne Choron

Choron, né et éduqué dans un milieu et dans un environnement maçonniques, fit des études de mathématiques au collège de Juilly. Quoique son père lui eût interdit d'étudier la musique, il s'initia seul aux théories de Jean-Philippe Rameau puis suivit les leçons d'harmonie de l'abbé Roze (franc-maçon lui aussi) et de Bonesi. Ce dernier le familiarisa avec le traité de fugue et de contrepoint de Nicolo Sala (1701-1800) et avec la musique italienne. Il en tira la matière de son ouvrage : Principes de composition des écoles d'Italie. Il apprit l'allemand afin d'étudier les traités de musique écrits dans cette langue, puis entreprit de réformer toutes les branches de l'activité musicale.
Professeur de mathématiques à l'École polytechnique dès sa fondation, puis membre correspondant de l'Académie des beaux-arts, Alexandre-Étienne Choron fut chargé en 1811, par le ministre des Cultes de Napoléon Ier, de réorganiser les maîtrises avec le titre de Directeur de la musique des fêtes religieuses.
Nommé « régisseur » de l'Opéra de Paris le 18 janvier 1816 il provoqua la réouverture du Conservatoire, fermé depuis 1815, sous le nom d'École royale de chant et de déclamation. Dès le 30 mars 1817, il est contraint de démissionner de la direction de l'Opéra, sans pension, par suite du trop grand nombre de changements qu'il avait voulu apporter.
En 1817, il fonda et dirigea l'« Institution royale de musique classique et religieuse ». Elle s'installa en 1825 au 69, rue de Vaugirard. Son influence fut considérable. Elle forma ou influença des artistes parmi les plus importants de cette époque, notamment la célèbre cantatrice Rosine Stoltz et l'actrice Rachel. Elle publia et fit interpréter lors de célèbres exécutions publiques des œuvres chorales anciennes, notamment celles de Palestrina, Bach et Haendel.
Avec la Révolution de 1830, le gouvernement lui retira ses subsides et l'institution connut de graves difficultés. Choron mourut peu après, en 1834. L'institution fut ressuscitée sous le nom de « Conservatoire royal de musique classique de France » - ou « École Niedermeyer » - par Louis Niedermeyer qui assura la pérennité des principes et de l'enseignement de Choron.
Choron a publié de nombreux ouvrages de musique. Il a aussi laissé des papiers volumineux, conservés à la Bibliothèque nationale de France.

## Œuvres
- Dictionnaire historique des musiciens, en collaboration avec François-Joseph-Marie Fayolle (1811)
- Méthode élémentaire de musique et de plain chant
- Édition révisée et augmentée du Traité général des voix et des instruments d'orchestre de Francœur
- Traductions d'œuvres théoriques d'Albrechtsberger et d'Azopardi
- Méthode concertante à plusieurs voix
- Méthode de plain chant
- Manuel complet de musique vocale et instrumentale, en collaboration avec Juste Adrien Lenoir de La Fage (Adrien de La Fage)
- Encyclopédie musicale, 8 vol.